# Perdita hurdi
Perdita hurdi är en biart som beskrevs av Timberlake 1956. Perdita hurdi ingår i släktet Perdita och familjen grävbin. Inga underarter finns listade i Catalogue of Life.